# این مترو (ترانه)
«این مترو» (انگلیسی: The Metro) که با نام «مترو» (انگلیسی: Metro) نیز منتشر شد، آهنگی است که در سال ۱۹۸۱ توسط جان کرافورد برای گروه‌ـش، برلین نوشته شد.